# Velódromo Alcides Nieto Patiño
O Velódromo Alcides Nieto Patiño fica na cidade de Cali, na Colômbia. Foi inaugurado em 1971 e renovado em 2007. O velódromo foi palco da Copa do Mundo de Ciclismo em Pista e sediou o Campeonato Mundial de Ciclismo em Pista de 2014.